# Djadjana
Djadjana är en bergskedja i Komorerna.   Den ligger i distriktet Anjouan, i den centrala delen av landet, 140 km öster om huvudstaden Moroni. Djadjana ligger på ön Anjouan.
Djadjana sträcker sig 5,1 km i nord-sydlig riktning. Den högsta punkten är 1 081 meter över havet.
Topografiskt ingår följande toppar i Djadjana:
- Bandrakouni
- Ngouniyagnombe